# Palpada minutalis
Palpada minutalis är en tvåvingeart som först beskrevs av Samuel Wendell Williston  1891.  Palpada minutalis ingår i släktet Palpada och familjen blomflugor. Inga underarter finns listade i Catalogue of Life.